# Jászai Mari Színház
A Jászai Mari Színház, közismert nevén Népház Tatabánya legjelentősebb kulturális intézménye, a város kulturális és művészeti életének meghatározó helyszíne, szellemi központja. Az épületet körülölelő park – tavával együtt – természetvédelmi terület.

## Története
A Népház a legrégibb művelődési intézmény Tatabányán. A Magyar Állami Kőszénbányák (MÁK) Rt. 1913-ban kezdte el az építését, majd 1917-től adta át a művelődés intézmény céljaira. Azóta is a város legjelentősebb kulturális intézménye. 1952–1963 között itt működött Komárom megye könyvtára is, mely 1955. április 11-én felvette József Attila nevét.

### Kezdetek
A tatabányai bányatársaság korán felismerte, a bányamunkások szokásainak és gondolkodásmódjának megváltoztatása, nevelése céljából a munkavállalók művelődését szolgáló intézmények létesítésére van szükség. A 20. század fordulóján, mikor akkora profitra tett szert, a bányászok, illetve a bányatelepen élők, dolgozók ismeretszerzési és szórakozási igényeinek kielégítésére 1913-ban elkezdte egy úgynevezett népház építését, mely 1917-ben nyitotta meg kapuit. Az épület 750 férőhelyes nagyterme kiválóan alkalmas volt ingyenes színi- és mozielőadások (egyes források szerint 1928-ig 104 némafilm-előadás került vetítésre), valamint hangversenyek tartására, e mellett öntevékeny művészeti csoportok, színkörök, dalárdák, olvasókörök működését tette lehetővé. Az iskolai és óvodai pedagógusok a népművelési előadások állandó szereplői voltak, sőt, munkaköri kötelességük volt, hogy évente több alkalommal, az általuk kiválasztott témában előadásokat tartsanak. Az 1941-es Komárom vármegye évkönyve szerint a MÁK Rt. tatabányai bányatelepén „a társadalmi, egyesületi és kulturális élet igen fejlett, a munkásság ennek következtében felvilágosult, szorgalmas, jóakaratú, hazafias gondolkozású és csekély kivétellel vallásos érzelmű”. Az intézmény 1948-igállt a MÁK Rt. irányítása alatt.
Az államosítás után, 1964-ben alakult meg a vendégtársulatok mellett a helyi amatőr színjátszó csoport, a Bányász Színpad, melyet 1973-ig a hivatásos sportolóként a városba került Éless Béla vezetett, mely a Tatabányai Szénbányák Vállalati Szakszervezeti Bizottság fenntartásában, a Bányász Művészegyüttes 6 művészeti ágának egyik szakágaként működött. Tatabánya ettől kezdve hamar az országos amatőr színjátszás élvonalába került, és házigazdája volt a Munkásszínjátszók Országos Találkozóinak is. 1962–1964 között felújították, 1976–1979 között pedig át is építették az épületet, mely e második rekonstrukció során új szárnyat kapott, ahol egy kamaraszínpad és egy zeneterem került kialakításra. Ennek köszönhetően, és hogy a megyeszékhelynek egy állandó színháza legyen saját társulattal, az amatőr együttest hivatásos vagy félhivatásos rangra emelhették.
A már eddig is László Tibor vezetésével működő amatőr társulatból 1979–1980-ban alakult meg az Orpheusz Színház, Tatabánya (röviden: OTT), ami a már felújított épületben kezdhetett játszani. 1980. szeptember 6-án – a 30. Bányásznap keretében – a Népház előtt felavatták Varga Imre Orpheusz című szoborkompozícióját is.
Ez után az 1985 óta Éless Béla vezetésével működő Komárom Megyei Játékszín, 1989. október 1-től Népház-Játékszín néven Tatabánya első államilag támogatott hivatásos színháza lett. Olyan klasszikusokat vittek színre, mint Ken Kesey Kakukkfészek című drámája, vagy Arthur Miller Pillantás a hídról műve, amiért minisztériumi nívó díjban részesültek. A színház jól működött, évi 150 előadásuk volt. A színház azonban 1991 júliusában a Tatabányai Bányák Vállalat kezeléséből városi fenntartásúvá vált, 1995-re pedig teljesen önkormányzati tulajdonba került, ezért – illetve egyeztetési problémák miatt – ezután Éless távozott az igazgatói posztról.
2004-től a Bányász Színpad jogutódjaként megalakult amatőr együttes a csoport 40 éves évfordulóján, az Orfeusz Társulat újra kezdte működését az épületben Éless Béla rendezésében. Ezt követően Harsányi Sulyom László irányításával egy stúdió munka, tréning után 2005-ben saját, irodalmi művek adaptációiból készített új produkcióval álltak színpadra, mikor is újra László Tibor vette át a társulat irányítását Pápai Ferenc, a filmklub szakmai vezetőjének közreműködésével. 2008-ban már Norvégiába is meghívást kaptak.

### Jászai Mari Színház
1994-ben vette fel a színház Jászai Mari nevét, majd 2000. február 24-én, a színésznő születésének 150. évfordulóján kapott helyet Szabó György, a névadót ábrázoló bronzszobra az előcsarnokban.
1996–2000 között Zubornyák Zoltán az intézmény igazgatója, művészeti vezetője, akit 2001-től Harsányi Sulyom László követett. 2002-ben az önkormányzat egy országos, nyilvános, titkos tervezési ötletpályázatot írt ki, melyre – a 2003. április 30-i határidőre – 13 pályamű érkezett be. Ezt követően 2004-ben nyújtott be a színház vezetése pályázatot, hogy címzett támogatással megkezdődhessen a már szükségessé vált felújítás, de csak 2005-ben nyertek el egy Két milliárd forintos állami támogatást, ami azonban csupán a tervezett költségvetés 50%-át fedezte volna. Az önkormányzat végül úgy döntött, hogy vállalja a beruházás másik felének finanszírozását, így 2007 tavaszán megkezdték az épület felújítását.

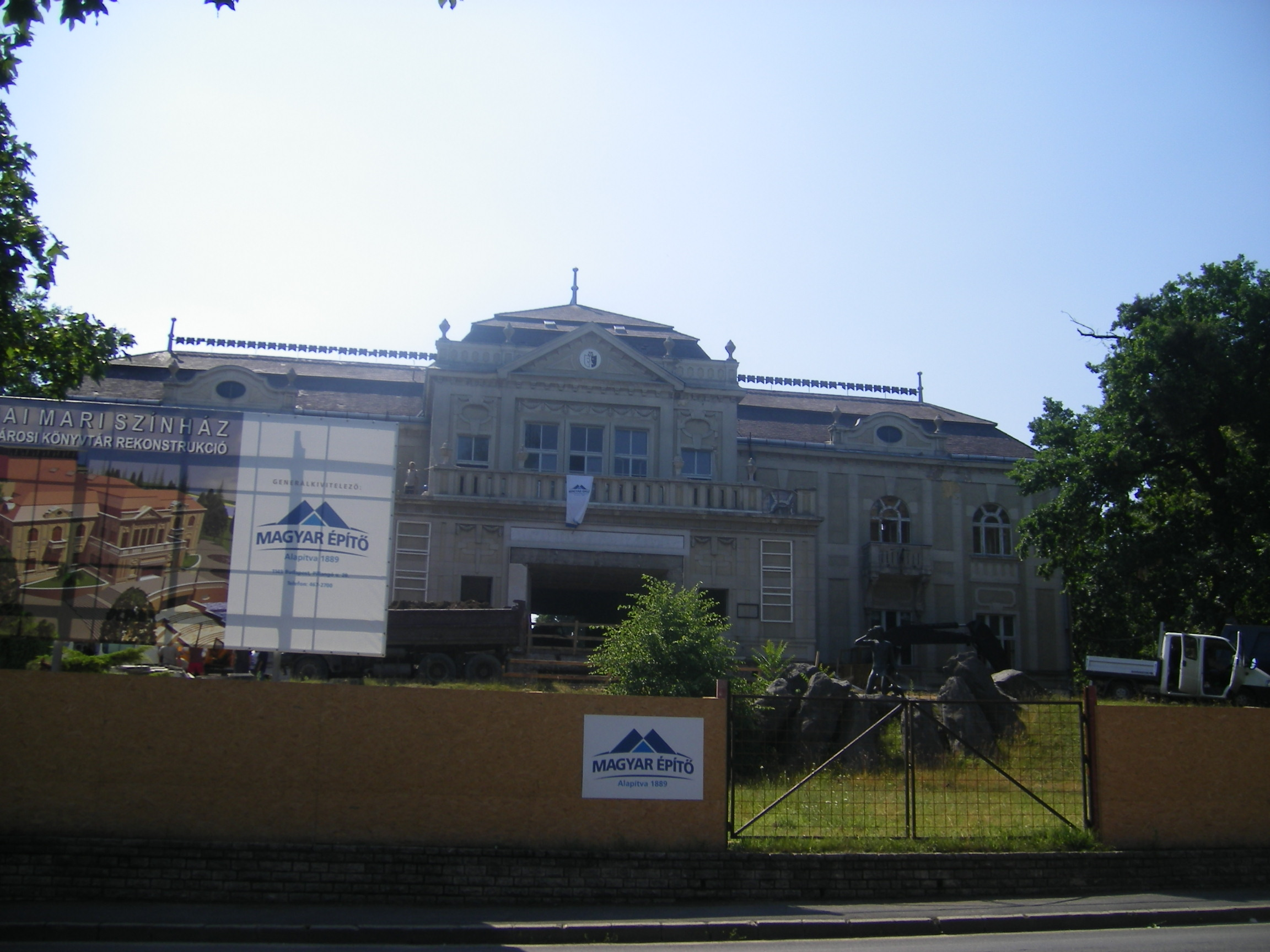
Rekonstrukció2007. június

2007-ben a város a Magyar Építő Zrt.-vel aláírta azt a rekonstrukciós beruházást, amelyből körülbelül 3,8 milliárd Ft összköltségből teljesen megújult és ezzel új funkciót kapott a Népház. A felújítás fő eleme volt az eredeti kinézet megőrzése – így helyi védelem alatt álló, eredeti épületrészek és a Népház homlokzata is megmaradtak – és a többfunkciós kialakítás. Az új színház lett a megyei színházak közül a legfejlettebb színpadtechnikával rendelkező. A nagyszínpad alá forgószínpad került beépítésre, a kiszolgáló terek és a színházterem teljesen átalakult. A nézőtér padlószintje mozgatható lett, a termek új hang-, fény- és fűtéstechnikát kaptak. Az épület alapterülete 5000-ről 7000 m2-re bővült, és mellett parkolókat alakítottak ki. A felújítás alatt a társulat a Közművelődés Házában adta elő darabjait. Az új épület nagyközönség előtti megnyitása 2009 őszén történt meg, mely után 2011-ben Tatabánya a „Jászai Mari Színház, Népház és Városi Könyvtár” pályaműért elnyerte a Nemzetközi Ingatlanszakmai Szövetség (FIABCI) Magyar Tagozatának Magyar Ingatlanszövetség különdíját. A felújítás felelős tervezői Lakatos László és Tóth Károly építész voltak.
Az épületben először, amikor Tatabánya megyeszékhelyi rangot kapott, 1952-ben létesült megyei könyvtár, amit – a Népház első felújítása miatt – előbb két évre a Pruzsina útra, a volt bíróság, majd 1964. szeptember 5-étől az újonnan avatott újvárosi (ahol azóta is folyamatosan működik fiókkönyvtár) épületbe költöztették. A Népház harmadik felújítását követően, 2009. szeptember 4-én (az ebben az évben Tatabányán rendezett Országos Központi Bányásznap alkalmából) nyílt meg és működik újra itt a tatabányai Városi Könyvtár központi könyvtára (a minden városrészben fellelhető fiókkönyvtárak között).
2011. január 1-jétől vezeti Crespo Rodrigo a tatabányai teátrumot, aki pályázatát Balatoni Mónika dramaturggal együttműködve nyújtotta be, Vasvári Csaba, a székesfehérvári teátrum igazgatójával, és Szűcs Gábor, szintén székesfehérvári, művészeti igazgatóval közös munkára alapozva.
A 2014/2015-ös évadban a színház jubileumi, 25. évadot hirdetett. Ebből az ünnepi alkalomból szeptember 27-én az első nagyszínpadi előadásként Presser Gábor, Sztevanovity Dusán és Horváth Péter A padlás című musicalje nyitja. A fiatal közönségnek Jaskó Bálint, Kolozsi Angéla és Pálfi Kata Kutyafül, macskakő, egérút; Kormos István alapján A Pincérfrakk utcai cicák; a Győri Balettől A vaskakas; Parti Nagy Lajos: Maya hajója; Kolozsi Angéla és Pallai Mara Auguszta kisasszony különös tavasza; Fodor Zoltán Elvarázsolt kastély; a Brass Cirkusz Mese a tubatigrisről és a trombitaparipákról és Gimesi Dóra A csomótündér előadásokat tűzi műsorra, míg a felnőtteket Per Olov Enquist A tribádok éjszakája; William Shakespeare Vízkereszt, vagy amit akartok; Georges Feydeau A hülyéje; Anton Pavlovics Csehov Sirály és Hadar Galron Mikve című műve várja.
A Jászai Mari Színház, Népház 2014/2015-ös jubileumi évadát már az első állandó társulatának tagjaival kezdi meg: Bakonyi Csilla, Danis Lídia, Dévai Balázs, Egri Márta, Honti György, Kardos Róbert, Major Melinda, Maróti Attila, Megyeri Zoltán, Schruff Milán, Szabó Emília és Végh Péter.

## Az épület
Az óvárosi Népház Tatabánya „egyedi védett építészeti értéke” 1995 óta, 2011-ben pedig ingatlanfejlesztési nívódíjat kapott a Jászai Mari Színház épületéért.
Figyelemre méltó, hogy az épület 1913–1917 között, így szinte az első világháború idején épült föl és az építtető MÁK Rt-nek meg kellett küzdenie az építőanyag és munkaerő hiányával. További érdekesség, hogy az építkezés megkezdésével egy időben bontatta le Eszterházy Miklós özvegye a tatai Kastélyszínházat (Schlosstheather). Az eredeti tervező kiléte – mivel a dokumentumok a második világháború alatt megsemmisültek – bizonytalan. Valószínűleg – korabeli rajzok alapján – barokkosan eklektikus stílusban épült (mellyel szemben 1924-ben készült el a Tulipános háznak vagy Cifra Palotának nevezett bányásztiszti kaszinó). Volt benne könyvtár, zene- és táncterem, valamint mozi.
Az épület egy dombon helyezkedik el. Őspark, az úgynevezett óvárosi Népház liget övezi, mely természetvédelmi terület. Az 1980-as években bányász fafaragó táborokat tartottak itt, melyek során faragott kapu, harangtorony, kopjafa került elhelyezésre, és egy tó is található benne.
A folyamatosan bővülő tevékenységi körök, igények miatt az épületet többször újjáépítették és bővítették az idők folyamán. A legnagyobb átalakításokat 1975 és 1979 között Keserű Kálmánnak, a Magyar Szénbányászati Tröszt építészének vezetésével, majd 2007–2009 között végezték el.
A színházterem nézőterének befogadóképessége 417 (zenekari árok használata esetén 356) fő, több pozícióra állítható. Egy szintbe hozható a színpaddal, amikor is 60 méter hosszú terem alakítható ki. Külön bejáratú stúdiószínpada is van.
Az épületben különálló képzőművészeti, rendezvény, tánc- és próbaterem, az alagsorban kiállítótér, a földszinten színészbüfé, a 4. emeleten színésztársalgó, étterem, terasz található. Ruhatár az alagsorban, a földszinten, és az emeleten is van.
A Népház saját parkolója 100 személyautó befogadóképességű. Az intézményhez továbbá asztalos- és lakatosműhely, varroda, fodrászat is tartozik.

## Igazgatók
|  | Dr. Éless Béla (1989. október 1. – 1995. december 31.)        |
|  | Zubornyák Zoltán (1996. február 1. – 2000. december 31.)      |
|  | Harsányi Sulyom László (2001. január 1. – 2010. december 31.) |
|  | Crespo Rodrigo (2011. január 1. –)                            |

## Társulat (2023/2024)
- Bartos Ági
- Bakonyi Csilla
- Crespo Rodrigo
- Csabai Csongor
- Danis Lídia
- Dévai Balázs
- Egri Márta
- Figeczky Bence
- Honti György
- Kardos Róbert
- Király Attila
- Maróti Attila
- Megyeri Zoltán
- Mikola Gergő
- Szakács Hajnalka

## Bemutatók
| Évad      | Cím                | Szerző               | Műfaj                        | Rendező             | Helyszín      |
| --------- | ------------------ | -------------------- | ---------------------------- | ------------------- | ------------- |
| 2025/2026 | Bűn és bűnhődés    | F. M. Dosztojevszkij | Megváltástörténet            | Hegymegi Máté       | Nagyszínpad   |
| 2025/2026 | Főfőnök            | Lars von Trier       | Munkahelyi komédia           | Göttinger Pál       | Nagyszínpad   |
| 2025/2026 | Hedda Gabler       | Henrik Ibsen         | Színmű                       | Guelmino Sándor     | Kamaraszínház |
| 2025/2026 | Liliom             | Molnár Ferenc        | Külvárosi legenda hét képben | Guelmino Sándor     | Nagyszínpad   |
| 2025/2026 | Az egérfogó        | Agatha Christie      | Krimi                        | Crespo Rodrigo      | Nagyszínpad   |
| 2025/2026 | Pillantás a hídról | Arthur Miller        | Dráma                        | Ujj Mészáros Károly | Nagyszínpad   |

## A Jászai-gyűrű
Az elismerést 2010-ig „Jászai-gyűrű” néven a közönség szavazata alapján ítélték oda, a 2013/2014-es évadtól kezdve a Jászai Mari Színház, Népházban – megújult formában – a társulat szavazata alapján a legjobb női és a legjobb férfi alakítás kategóriákban adják át. A díj egy arany pecsétgyűrű Jászai Mari arcképével és egy díszoklevél.

### Jászai-gyűrű díjasok
Közönségdíjasok:
- 2001/2002: Tóth Ildikó
- 2002/2003: Horváth Lajos Ottó
- 2003/2004: Margitai Ági
- 2004/2005: Moldvai Kiss Andrea
- 2005/2006: Honti György
- 2006/2007: Mucsi Zoltán
- 2009/2010: Egyed Attila

Társulati díjasok:
- 2013/2014 a legjobb női és a legjobb férfi alakításért: Kerekes Éva; Végh Péter

## Közönségdíjak
A Jászai Mari Színház, Népházban a nézők szavazatai alapján odaítélt közönségdíjat az évad legjobb színésznője, az évad legjobb színésze és az évad legjobb előadása kapja meg.
- 2012/2013: Pápai Erika, Crespo Rodrigo, Robert Harling Acélmagnóliák című színműve (Bálint András rendezésében, Pápai Erika, Egri Kati, Vándor Éva, Szabó Emília, Major Melinda és Molnár Mariann)[23]
- 2013/2014: Bakonyi Csilla, Végh Péter és Yasmina Reza Az öldöklés istene című komédiájának alkotói (Guelmino Sándor rendezésében Pálfi Kata, Honti György, Major Melinda és Crespo Rodrigo[24])

## A Jászai Mari Színház, Népház „örökös tagja”
2009-től az igazgató döntése alapján a Jászai Mari Színház, Népház „örökös tagja” lehet, aki az intézményben legalább 10 éves folyamatos munkavállalói jogviszonnyal rendelkező, és kiemelkedően teljesítő személy, aki segíti az Intézmény kultúrateremtő és közösségi tevékenységét. A díj: díszoklevél és pénzjutalom.
- 2008/2009: Geiszt Mátyásné nyugdíjba vonuló gazdasági igazgató[25]
- Kovács Zsuzsa, közművelődési vezető[26]
- 2012/2013: két nyugdíjazás előtt álló munkatárs: Pittner Gézáné Ilike, közönségszervező és Cseke Árpád, színpadmester[23]